# People v. Collins
"The People of the State of California v. Collins" (Volk von Kalifornien gegen Collins) war ein Geschworenenurteil aus dem Jahre 1968, welches auf berühmte Art und Weise Gebrauch (und Missbrauch) der Statistik betrieb.
Malcolm Ricardo Collins und Janet Louise Collins wurden verurteilt, weil sie etwa 35 US-$ von einer gebrechlichen Dame geraubt hätten. Sie legten daraufhin Berufung ein und wurden freigesprochen, als das Oberste Gericht Kaliforniens die Überlegungen der Erstinstanz harsch kritisierte.

## Prozess in erster Instanz
Augenzeugen eines Raubüberfalls in Los Angeles berichteten, dass die Täter ein dunkelhäutiger Mann mit Bart und Schnurrbart sowie eine hellhäutige Frau mit blonden, zu einem Pferdeschwanz zusammengebunden Haaren gewesen seien. Sie seien in einem gelben Auto geflüchtet.
Nach Erklärungen von einem "Mathematik-Instruktor" eines kalifornischen Colleges über die Multiplikationsregel der Wahrscheinlichkeitsrechnung lud der Ankläger die Jury ein, die Wahrscheinlichkeit, dass die Angeklagten nicht die Bankräuber seien, einzuschätzen. Obwohl der "Instruktor" nicht auf die sogenannte bedingte Wahrscheinlichkeit einging, war sich der Ankläger sicher, dass folgende Annahmen zuträfen:
| Schwarzer Mann mit einem Bart       | 1 : 10   |
| Mann mit Schnurrbart                | 1 : 4    |
| Weiße Frau mit einem Pferdeschwanz  | 1 : 10   |
| Weiße Frau mit blonden Haaren       | 1 : 3    |
| Gelber Personenwagen                | 1 : 10   |
| Gemischtrassiges Paar in einem Auto | 1 : 1000 |

Die Geschworenen befanden die beiden Angeklagten für schuldig. Da sich
{\displaystyle {1 \over 10}\cdot {1 \over 4}\cdot {1 \over 10}\cdot {1 \over 3}\cdot {1 \over 10}\cdot {1 \over 1000}={1 \over 12{.}000{.}000}}
ergibt, folgerten sie, dass die Angeklagten unweigerlich die Schuldigen sein müssten, da die Wahrscheinlichkeit, dass es in Los Angeles ein anderes alle Zeugenbeschreibungen erfüllendes Paar gebe, sehr klein sei, nämlich 1 zu zwölf Millionen. Dass das Opfer des Verbrechens vor Gericht die Täter nicht eindeutig identifizieren konnte und dass sich die Angaben über deren Kleidung widersprachen, spielte für die Geschworenen eine geringere Rolle als die scheinbar beeindruckenden Zahlen.

## Diskussion
Aus wissenschaftlicher Sicht wurde die statistische Herleitung des Sachverständigen kritisiert, da sie die Existenz bedingter bzw. abhängiger Charakteristika vernachlässigte – zwei Wahrscheinlichkeiten dürfen nur dann multipliziert werden, wenn sie völlig unabhängig voneinander sind. So trägt beispielsweise ein Mann mit Bart mit höherer Wahrscheinlichkeit einen Schnurrbart als bartlose Männer. Andererseits tragen eher Frauen als Männer Pferdeschwänze. Trifft man also auf eine Person mit Pferdeschwanz, so ist die Person oft weiblich. Wären die Wahrscheinlichkeiten für die Fälle "Pferdeschwanz" und "weiblich" unabhängig, so müsste man unter einer zufälligen Stichprobe von Pferdeschwanz-tragenden Personen die gleiche Anzahl an Frauen und Männern finden.
Ein weiterer Diskussionspunkt des Falles war die Nutzung der Wahrscheinlichkeitsrechnung zur Feststellung von Schuld. Auch bei einer korrekt ausgeführten Wahrscheinlichkeitsrechnung ist die Gefahr eines Trugschlusses immer gegeben. Ebenso ist unklar, ab welcher Wahrscheinlichkeit von einer Schuld ausgegangen werden kann.